# Chavannes (Cher)
Pour les articles homonymes, voir Chavannes.
Chavannes est une commune française située dans le département du Cher en région Centre-Val de Loire.

## Géographie
La commune de Chavannes est située à 28 km au sud de Bourges et 20 km au nord-ouest de Saint-Amand-Montrond, sur la bordure sud du Bassin parisien. Au sud de la commune commence, au-delà de la rivière du Cher, les paysages du Boischaut Sud et à quelque distance (40 km), les prémices du Massif central (Creuse), ancien pays de La Marche. Elle se situe à 10 km au nord-ouest de Bruère-Allichamps, commune qui revendique être au centre géographique de la France avec Épineuil-le-Fleuriel et à 13 km de l'abbaye de Noirlac. Sous l'Ancien Régime et jusqu'en 1790, Chavannes a été donné en limite du Bourbonnais ; en 1790, Saint-Loup des Chaumes et Uzay-le-Venon, communes limitrophes, forment la limite du Bourbonnais.
Administrativement, Chavannes appartient au canton de Trouy. Situé sur le bord sud du plateau de calcaires lacustres de la Champagne berrichonne, le village n'est distant de la rivière Cher que de 2 km.

### Site
La commune est un espace rural plat en openfield, à la suite des défrichements historiques et de la campagne de remembrement de la fin des années 1970. Les haies (en berrichon : bouchures) y sont rares, voire inexistantes, du fait des objectifs et des techniques agricoles, orientés principalement vers la culture du blé, des oléagineux et du maïs. Un seul ruisseau y est répertorié, le ru de Chevrier, issu des sources alimentées par la nappe phréatique superficielle, s'écoule à partir du sud-ouest du village à peu près en ligne droite vers le Cher.
Ce ruisseau, qui alimente un étang artificiel (lequel remplace l'ancien étang médiéval de Chevrier, actif encore au XIXe siècle), est installé dans une faille, remplie de déchets organiques (tourbe). C'est le point bas de la commune.
Se trouve sur le territoire communal un ensemble d'anciennes carrières de calcaire, destiné à la construction de l'habitat et au remblai des voies de circulation. Ces carrières, inactives aujourd'hui, ont un temps servi de décharges. Envahies par la végétation, elles forment des bosquets plus ou moins étendus.
Quelques exploitations forestières, au peuplement mixte de chêne, charme, merisier et sapin viennent interrompre la monotonie de cette géographie rurale. L'espace forestier le plus important est le bois de Bouard, situé au nord-est du village. Ce bois est propriété communale et jouxte la forêt domaniale de Soudrain, qui le prolonge en direction du nord. Au sud, de la commune, à une distance de 1,5 km, un groupement forestier privé exploite le bois Sapiens, espace de 2 km par quelques centaines de mètres de côté.
L'espace rural fortement marqué par les activités anthropiques laisse peu de place à la faune naturelle, relativement confinée à quelques espèces dont la survie est pour partie dépendante des réglementations contraignantes encadrant les activités cynégétiques : chevreuil, sanglier, quelques rares grands cervidés, buse variable, épervier, lièvre commun, lapin de garenne, perdrix, renard, écureuil, chauve-souris, petits rongeurs. La proximité du Cher et la présence d'un étang communal attire quelques hérons cendrés. Fait remarquable, la commune se trouve sur le passage des voies de migration des grues cendrées qui invariablement descendent en automne vers le sud et remontent en février-mars vers le nord.

### Géologie
Sur un soubassement de calcaires lacustres du bajocien, composite de dalles plus ou moins épaisses contenant une faible quantité de calcaires silicifiés et de poches détritiques issues de phénomènes karstiques conduisant à la formation d'oxydes de fer, la géologie de Chavannes offre quelques témoins intéressant les épisodes du Quaternaire. Moins évidente que les formations superficielles contiguës de Châteauneuf-sur-Cher, qui appartiennent aux hautes terrasses du Cher (présence de sables sans limons), quelques lambeaux plus ou moins lessivés témoignent de limons fluviatiles, mélanges de sables et d'argiles d'origine détritique. Ces formations superficielles sont peu épaisses (moins d'1 mètre). Les méthodes agricoles contemporaines (labours ou défrichements) permettent d'évaluer la proche présence du bed rock.
À la naissance du ruisseau dit ru de Chevrier, un phénomène intéressant est à constater. Dans la faille qui entaille le plateau calcaire, un horizon de matières organiques, issu de la décomposition d'éléments végétaux (roseaux - dans le langage local arrauches, etc.), s'est développé au cours des temps pour former un terreau noir, faussement identifié comme de la tourbe. Ce dépôt, fortement humide au long de l'année, est exploité en jardins potagers privatifs.

### Économie
L'économie locale est principalement marquée par les exploitations agricoles liées à la culture intensive des céréales et oléagineux. Les exploitations sont peu nombreuses, en raison des politiques agricoles qui se sont succédé depuis les années 1960 et qui ont visé — et visent encore — une forte productivité rendue possible grâce à la mécanisation des méthodes culturales. Les ressources économiques de la commune ne tiennent donc pas à ce type d'activité, dont les modes de production sont peu exigeants en matière d'emploi. L'éventail des types d'activité économique s'appuie sur de l'emploi exogène à la commune (emplois de services, industrie de transformation, logistique) et la proximité de la ville de Bourges ; les personnes retraitées ou inactives constituent une portion significative de cette commune. En raison d'une faible population, les entreprises privées (hors secteur agricole) sont en nombre limité (réparation automobile, rénovation de l'habitat, restauration). La commune bénéficie aussi de la taxe professionnelle versée par la Société des autoroutes APRR, puisqu'une portion de l'autoroute A71 passe sur le territoire communal.

### Climat
Pour des articles plus généraux, voir Climat du Centre-Val de Loire et Climat du Cher.
En 2010, le climat de la commune est de type climat océanique dégradé des plaines du Centre et du Nord, selon une étude du CNRS s'appuyant sur une série de données couvrant la période 1971-2000. En 2020, Météo-France publie une typologie des climats de la France métropolitaine dans laquelle la commune est exposée à un climat océanique altéré et est dans une zone de transition entre les régions climatiques « Centre et contreforts nord du Massif Central » et « Ouest et nord-ouest du Massif Central ». 
Pour la période 1971-2000, la température annuelle moyenne est de 11,1 °C, avec une amplitude thermique annuelle de 15,3 °C. Le cumul annuel moyen de précipitations est de 737 mm, avec 11,5 jours de précipitations en janvier et 7,2 jours en juillet. Pour la période 1991-2020, la température moyenne annuelle observée sur la station météorologique la plus proche, située sur la commune de Dun-sur-Auron à 15 km à vol d'oiseau, est de 12,0 °C et le cumul annuel moyen de précipitations est de 785,3 mm,. Pour l'avenir, les paramètres climatiques de la commune estimés pour 2050 selon différents scénarios d'émission de gaz à effet de serre sont consultables sur un site dédié publié par Météo-France en novembre 2022.

## Urbanisme

### Typologie
Au 1er janvier 2024, Chavannes est catégorisée commune rurale à habitat dispersé, selon la nouvelle grille communale de densité à 7 niveaux définie par l'Insee en 2022.
Elle est située hors unité urbaine. Par ailleurs la commune fait partie de l'aire d'attraction de Bourges, dont elle est une commune de la couronne,. Cette aire, qui regroupe 111 communes, est catégorisée dans les aires de 50 000 à moins de 200 000 habitants,.

### Occupation des sols
L'occupation des sols de la commune, telle qu'elle ressort de la base de données européenne d’occupation biophysique des sols Corine Land Cover (CLC), est marquée par l'importance des territoires agricoles (69,6 % en 2018), une proportion sensiblement équivalente à celle de 1990 (69,5 %). La répartition détaillée en 2018 est la suivante : 
terres arables (69 %), forêts (30,4 %), zones agricoles hétérogènes (0,6 %).
L'évolution de l’occupation des sols de la commune et de ses infrastructures peut être observée sur les différentes représentations cartographiques du territoire : la carte de Cassini (XVIIIe siècle), la carte d'état-major (1820-1866) et les cartes ou photos aériennes de l'IGN pour la période actuelle (1950 à aujourd'hui).

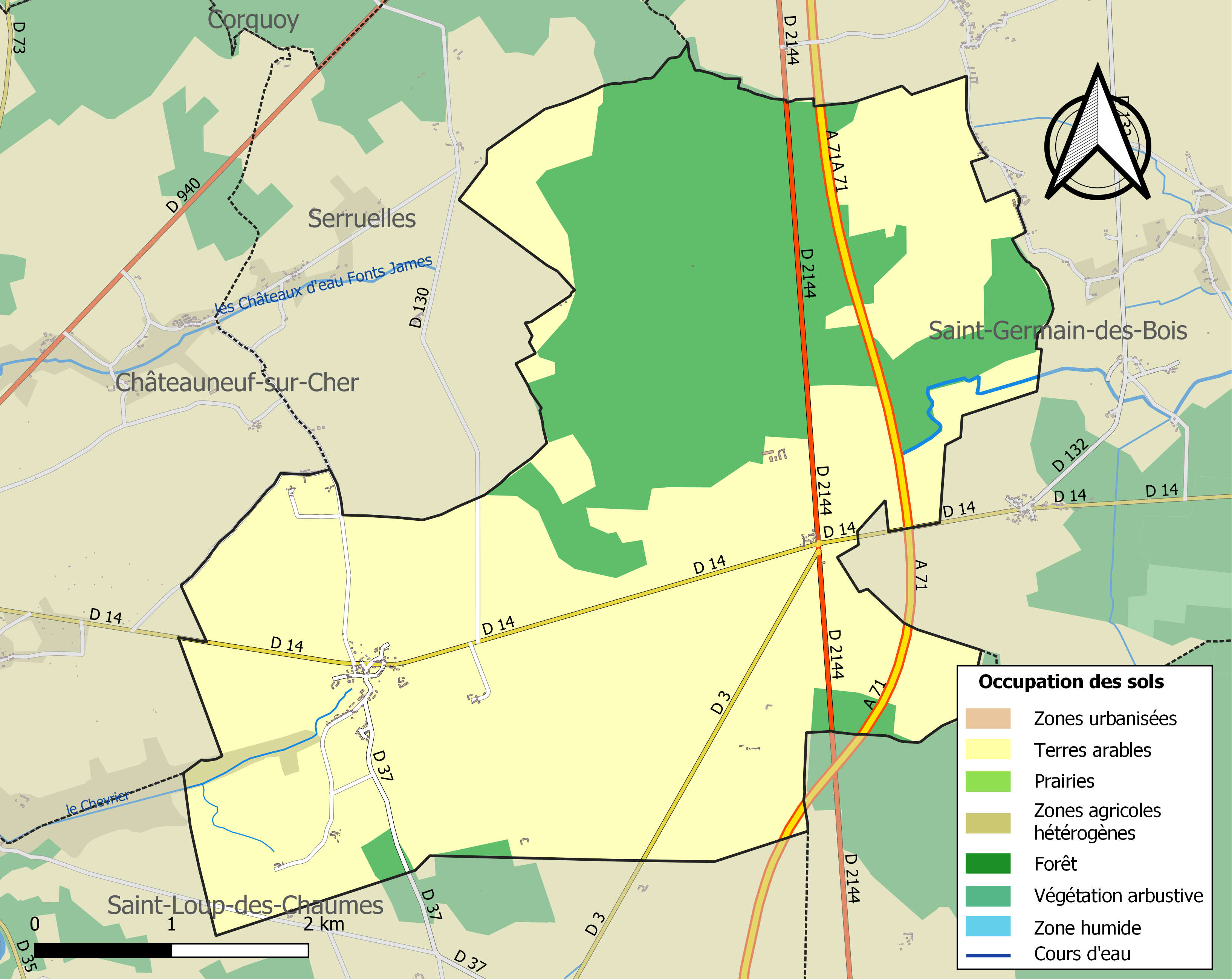
Carte des infrastructures et de l'occupation des sols de la commune en 2018 (CLC).

### Risques majeurs
Le territoire de la commune de Chavannes est vulnérable à différents aléas naturels : météorologiques (tempête, orage, neige, grand froid, canicule ou sécheresse), mouvements de terrains et séisme (sismicité faible). Il est également exposé à un risque technologique,  le transport de matières dangereuses. Un site publié par le BRGM permet d'évaluer simplement et rapidement les risques d'un bien localisé soit par son adresse soit par le numéro de sa parcelle.

#### Risques naturels

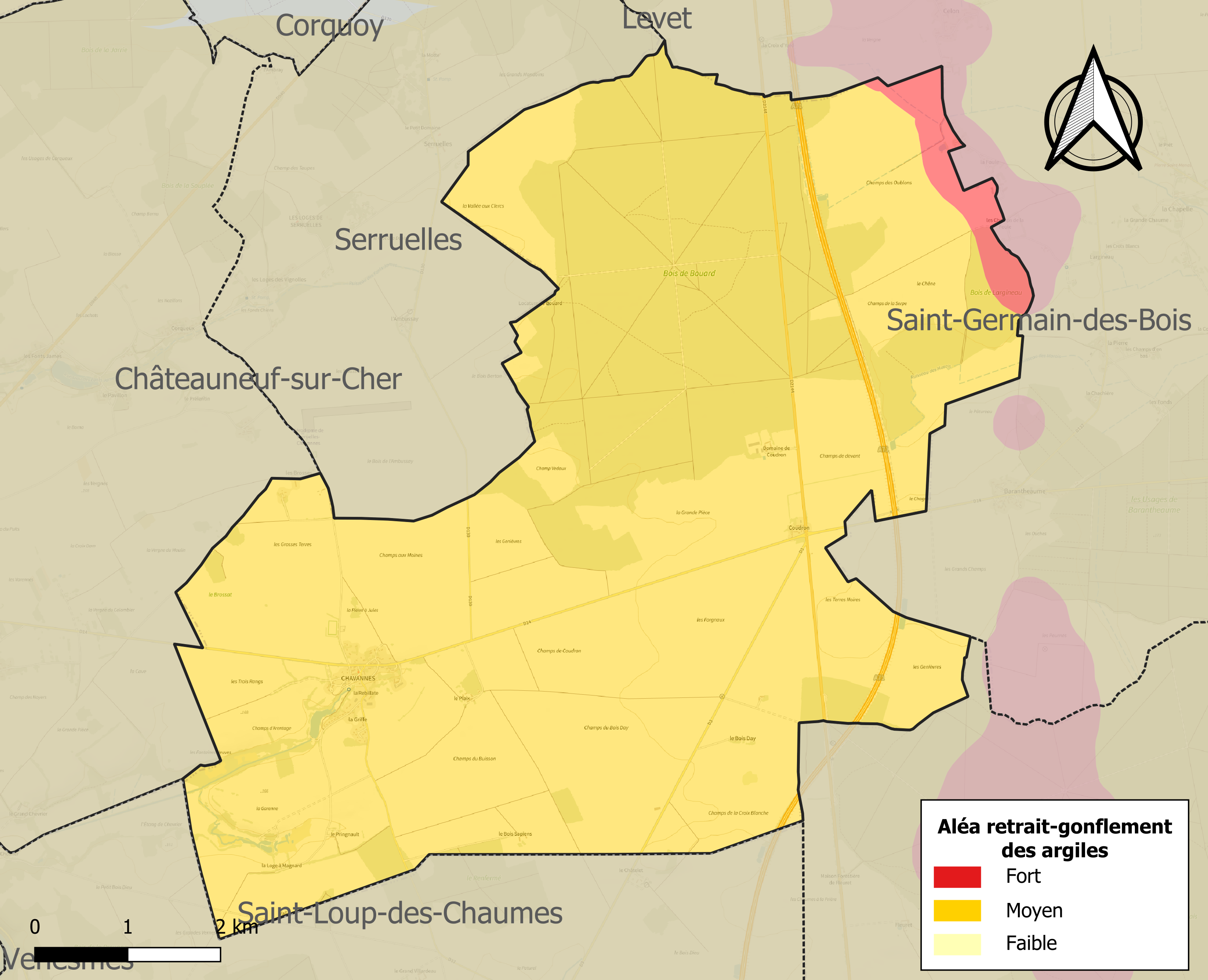
Carte des zones d'aléa retrait-gonflement des sols argileux de Chavannes.

La commune est vulnérable au risque de mouvements de terrains constitué principalement du retrait-gonflement des sols argileux. Cet aléa est susceptible d'engendrer des dommages importants aux bâtiments en cas d’alternance de périodes de sécheresse et de pluie. La totalité de la commune est en aléa moyen ou fort (90 % au niveau départemental et 48,5 % au niveau national). Sur les 99 bâtiments dénombrés sur la commune en 2019, 99 sont en aléa moyen ou fort, soit 100 %, à comparer aux 83 % au niveau départemental et 54 % au niveau national. Une cartographie de l'exposition du territoire national au retrait gonflement des sols argileux est disponible sur le site du BRGM,.
Concernant les mouvements de terrains, la commune a été reconnue en état de catastrophe naturelle au titre des dommages causés par des mouvements de terrain en 1999.

#### Risques technologiques
Le risque de transport de matières dangereuses sur la commune est lié à sa traversée par des infrastructures routières ou ferroviaires importantes ou la présence d'une canalisation de transport d'hydrocarbures. Un accident se produisant sur de telles infrastructures est en effet susceptible d’avoir des effets graves au bâti ou aux personnes jusqu’à 350 m, selon la nature du matériau transporté. Des dispositions d’urbanisme peuvent être préconisées en conséquence.

## Toponymie
D’origine pré-celtique, le bas latin capanna = hutte, apparaît dans Isidore de Séville, VIIe s. : « Tugurium, parva casa est : hoc rustici capanna vocant » (Origines ou Étymologies, XV, 12). Capanna s’adoucit en cavanna dans le Glossaire de Reichenau, VIIIe s., où tugurium se traduit par cavanna ; le mot est d’abord connu au pluriel, puis au singulier. Composé de capanna et du suffixe à valeur collective ia, le bas latin capannia = groupe de cabanes, d’habitations rurales. L’accusatif pluriel capannas aboutit à chavannes, souvent transcrit chavagnes, de même sens que capannia et signifie : groupe de cabannes, d’habitations rurales (FEW, II, 244a), sens repris en français : groupe de cabannes, d’habitations rurales.
Chavano, 1204 (Archives Départementales du Cher-8 H 38) ; Apud Chavanes, 1217 (Archives départementales du Cher-8 H 38) ; Chevanes, 1217 (Archives départementales du Cher-8 H 38) ; Parrochia de Chavanes, 1221 (Archives Départementales du Cher-8 H 38) ; Chavanes, 1221 (Archives départementales du Cher-8 H 38) ; Parrochia de Chavenis, 1292 (Archives départementales du Cher-8 H 38) ; Parrochia de Chevanes, 1298 (Archives départementales du Cher-8 H 38) ; Chaveynes, 1390 (Archives départementales du Cher-8 H 39) ; La parroisse de Chavenes, 1405 (Archives départementales du Cher-E, seigneurie de Saint-Amand-Montrond) ; Village et mestairie de Chavannes, 1468 (Archives départementales du Cher-8 H 39) ; La parroisse de Chavaynes, 1545 (Archives départementales du Cher-E, seigneurie de Saint-Amand-Montrond) ; Chavannes, villaige [de l’élection de Saint Amand], 1569 (Nicolay, Description générale du Bourbonnais, p. 129) ; Chavannes, 1569 (Nicolay, Description générale du Bourbonnais, p. 132) ; La parroisse de Chavennes, 1580 (Archives départementales du Cher-8 H 40) ; La Petite métairie de Chavanne, 1772 (A.D. 18-E, seigneurie de Saint-Amand-Montrond) ; Chavannes, 6 novembre 1788 (Archives départementales du Cher-C 1109, Élection de Saint-Amand-Montrond) ; Chavanne, XVIIIe s. (Carte de Cassini). Réunion envisagée de Serruelles d’avec Chavannes, 1840 (Archives nationales-F 2 II Cher 1).

## Histoire

### Préhistoire
Les épisodes concernant la préhistoire du territoire de Chavannes sont mal connus et ne peuvent se deviner qu'en collectant les rares documents dont les publications intéressent directement ou indirectement le site. Par ailleurs, puisque les symboles ne laissent guère de trace, la marque des activités de l'homme préhistorique est liée au contexte géologique, d'une part et à l'état des recherches scientifiques, de l'autre.
Pour ce qui concerne le contexte géologique, Chavannes ne jouit pas d'un système karstique comme dans le Périgord, ou d'une couverture lœssique épaisse, comme dans le Nord de la France, ce qui réduit par nature la possibilité de suivre les activités préhistoriques anciennes. De plus, comme les couvertures de sédiments quaternaires sont à Chavannes, assez peu épais, même les activités de la préhistoire récente ont eu à subir les activités anthropiques postérieures.

#### Quaternaire ancien
Sous cette rubrique, nous rangeons les éléments techniques attribués au Paléolithique ancien et moyen (dont la description chronologique peut varier, suivant que l'on utilise la nomenclature danubienne — le Günz, le Riss, le Mindel et de Würm, ou que l'on utilise la nomenclature des régions du Nord — Saal, Wechsel...). Un biface de type MTA (Moustérien de Tradition Acheuléenne) a été trouvé lors de l'implantation du stade de football dans les années 1980. Mais comme cet élément était isolé et provenait de remblais issus du curage des fossés routiers, son origine est douteuse.

#### Quaternaire récent
Concernant la présence de populations appartenant aux cultures du paléolithique récent (Aurignacien, Gravettien, Magdalénien, etc.), nulle trace n'apparaît ni dans les prospections de surface, ni dans les publications scientifiques.

#### Néolithique récent
Avec le Néolithique, on voit apparaître à Chavannes un site d'extraction de silex. Bien que ce site n'ait pas fait l'objet d'une évaluation scientifique complète, il est cependant répertorié. Situé à l'ouest de la commune, il fournit un nombre important de pièces de silex pré-formées, destinées au polissage. Le silex local (plutôt un calcaire silicifié) est le support le plus courant. On trouve quelques rares éléments, le plus souvent brisés, surtout des déchets de taille, d'un silex exogène comparable à celui du Grand-Pressigny. Une étude rapide conduit à l'idée d'une installation temporaire d'un groupe humain tirant profit d'une ressource lithique locale. Quelques éléments de céramiques, collectés à proximité, donneraient à penser que l'installation humaine remonterait à la Culture chasséenne (entre 4200 et 3500 av. J.-C.). Mais les éléments font défaut pour aller vers plus de précision.

#### Âge du bronze et Halstatt
Une culture de l'âge du bronze est attestée sur la commune, par de nombreux éléments de céramique noire collectés lors de l'extraction de tourbe sur le site de l'étang communal. Quelques indications de formes et de décor font penser au Bronze final 3b, lié à la Civilisation des champs d'urnes. Mais là encore, ce ne sont que des hypothèses. Toujours est-il qu'à proximité, ou sur l'actuel site de l'étang de Chavannes, un groupe humain vivant vers 1000-750 av. J.-C. est attesté.
Quelques sépultures sont répertoriées sur le territoire communal, dont une a fait l'objet d'une fouille scientifique à la fin des années 1970 (direction : Françoise Trotignon). Ces sépultures apparaissent sous la forme de tumuli, dont l'appartenance à une culture précise de la Proto-Histoire est à préciser. Quatre sépultures ont été repérés, dont une au lieu-dit les Fontaines Neuves. Il s'agit vraisemblablement de sépultures de l'âge du bronze tardif, semblables à celles qui ont été fouillées au XIXe siècle à proximité du village de Corqueux, au lieu-dit de Font James. Un bracelet de bronze, formé au moyen d'un tube fin à tenon a été collecté en surface à proximité du village.
À quelque distance, sur les terrains que l'on appelle les Marigny, a été mis au jour en 2002 un silo protohistorique dont le bouchon n'avait pas été ôté depuis son dernier colmatage.

### Antiquité
La période de romanisation des campagnes de la Gaule est assez bien connue en Berry, non seulement par les fouilles de la ville de Bourges ou de Moulins-sur-Céphons à côté de Levroux dans l'Indre, mais aussi par les prospections aériennes effectuées à la fin des années 1970 du XXe siècle par André Holmgren et les contrôles au sol effectués par Alain Leday sur les établissements ruraux gallo-romains, ou les fermes indigènes.
Sur la commune de Chavannes existe un site gallo-romain agricole bien connu, dont on a tenté de tracer les plans. Cette villa, située sur une parcelle de la Garenne serait un établissement remarquable par sa taille, en faisant un des plus grands domaines agricoles gallo-romains de la région.
D'autres signes archéologiques se trouvent dispersés sur la commune : dans une éclaircie le long du bois de Bouard, on peut observer les traces d'un établissement possédant vraisemblablement une forge attestée par la présence de laitier (résidus de fonte). Dans ce champ (champ de Vedoux), quelques pierres tombales romaines ont été fouillées au milieu du XIXe siècle.

### Moyen Âge
Le prieuré de Chavannes est attesté dans les archives de l'abbaye de Noirlac. Il s'agit du prieuré Sainte-Anne-de-Chavannes. "Le prieuré-cure de Chavannes", 1685 (A.D. 18-8 H, abbaye de Noirlac). Le prieuré-cure dépend vraisemblablement de l'ordre des Bernardins au XVIIIe siècle, puisque le prieur qui y effectue son sacerdoce de 1736 à 1774, Dom Joseph Louis Doyen de Laviron (qui signe "Laviron" sur les actes d'état-civil), dépend de cet ordre.

### Période Moderne

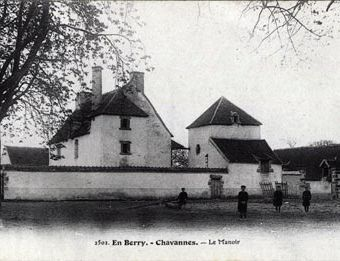
Le manoir-prieuré de Chavannes en 1900.

#### Familles nobles

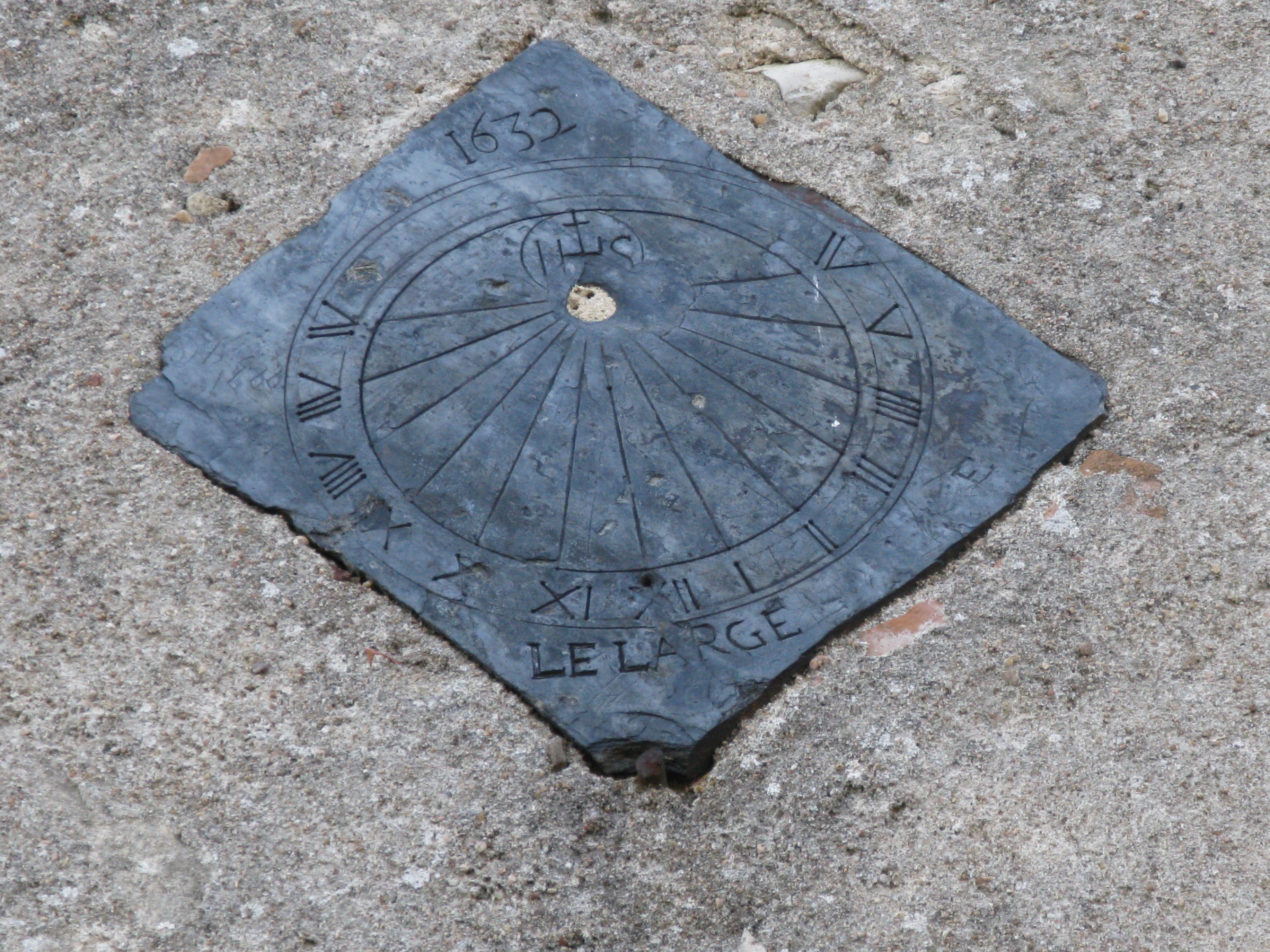
Cadran solaire 1632.

- Doyen de Laviron de Trévilliers : Dom Louis Joseph Doyen de l'Aviron de Trevilliers (né en 1704- décédé à Besançon en 1774). Ordonné prêtre en 1720, il devient curé-prieur de Chavannes pendant 38 ans (dans l'ordre des Bernardins, de 1736 à 1774)[30]. Sa sœur, Jeanne Odile Doyen de Laviron est décédée le 9 octobre 1770 et inhumée à Chavannes[31]. Le frère et la sœur étaient les enfants de Africain Doyen de Laviron, « écuyer seigneur de Tréviliers Tiébouans Ferrières et autres lieux » et de Marie Ursule d'Haidebourg.
- Gamaches : la famille aristocratique de Gamaches est originaire du Nord de la France (Gamaches, Somme). Un ancêtre a été maréchal de France sous Louis XI. Une partie de la famille s'est installée dans le village de Raymond (Cher), où elle a pris racine. Claude de Gamaches, vicomte de Raymond, épouse Marie Genton, dame de Saint-Germain-des-Bois & de Coudron, le 6 octobre 1626[32].
- Genton : La famille Genton, liée aux Gamaches et aux Vulcob, est une famille de Bourges, propriétaire de la seigneurie de Saint-Germain-des-Bois par le mariage de Claude Genton (prévôt de la province du Berry et maire de Bourges (1559-1560, 1580-1581). Il épouse Gabrielle de Vulcob, dame de Saint-Germain des Bois, mariage d'où naît Marie Genton[33]. Gabrielle de Vulcob était la fille d'Antoine de Vulcob, seigneur de Coudron (Chavannes, Cher), seigneur de Saint-Germain-des-Bois. Antoine avait lui-même épousé Catherine Bochetel, dont il avait eu 3 filles (dont Gabrielle). Catherine Bochetel était une des enfants de Guillaume Bochetel, secrétaire du Roy, maison et couronne de France, décédé en 1553[34].
- Labbé : Claude Labbe, née en 1659, fille de Philippe Labbe de Chavannes et de Jeanne Le Large (décédée en janvier 1709). Étienne Guillaume Labbé, écuyer (décédé le 13 janvier 1741 à 28 ans).
- Le Large : Famille de Châteauneuf-sur-Cher, de notaires et de procureurs fiscaux, actifs dans la seconde moitié du XVIe siècle et la première moitié du XVIIe. Jehan Le Large, procureur fiscal à Châteauneuf-sur-Cher[35], épouse Marie Monicault, dont est issu Louis, lieutenant au bailliage de Châteauneuf-sur-Cher, échevin de Bourges (1638-1639). François Le Large, notaire royal à Châteauneuf-sur-Cher. Germain Le Large, lui aussi lieutenant à Châteauneuf en 1618, élu à Bourges en 1608, fils de Germain Le Large et de Marie Gillet, elle-même fille de Gilbert Gillet, notaire à Châteauneuf sur Cher, est un cousin germain des précédents. Probables propriétaires de la Grande Maison, dite Le Manoir. Les Lelarge faisaient partie d'une famille de juristes de Dun-sur-Auron, de Châteauneuf-sur-Cher et de Bourges[36].
- Rusticat : Jeanne de Rusticat (décédée le 8 août 1522), fille de Guillot (Guyot) de Rusticat (décédé le 6 mai 1474) et de Denise Dumoulin, seigneur de « Chavannes en Bourbonnais ». Jeanne avait épousé Thomas Thiboust (père de Jacques Thiboust, seigneur de Quantilly, « notaire et secrétaire du Roy » et de Marguerite de Valois)[37].
- Vulcob : Famille originaire des Flandres, de Vuilkoop (Utrecht) aux Pays-Bas, pour être exact. Le patronyme est la francisation de Vuilkoop, nom donné à Henri et Conrad de Vulkop, peintres et enlumineurs, présents dans la cour de Marie d'Anjou. Henri de Vulcop s'établit à Bourges où il meurt en 1479. Un François de Vulcob, seigneur de Malentras, a été maire de Bourges en 1530[38]. Antoine de Vulcob, seigneur de Coudron (Chavannes, Cher), seigneur de Saint-Germain-des-Bois. Antoine avait lui-même épousé Catherine Bochetel, fille de Guillaume Bochetel, secrétaire du Roy[39].

#### Événements
- Incendie de l'église Sainte-Anne par les Protestants. Ne subsiste de cette église devenue chapelle que le portail roman.

### Période contemporaine
Sur la commune de Chavannes, des parachutages ont eu lieu au profit de la Résistance à l'occupant, entre 1942 et 1944. Par exemple, Achille Peretti, ancien président de l'Assemblée nationale (1969-1973), s'y embarque pour l'Angleterre.
Dans la nuit du 25 au 26 novembre 1942, un Lysander piloté par le lieutenant James McCairns se pose sur le terrain Univers, sous la responsabilité au sol de l'enseigne de vaisseau Jean Ayral (Forces Françaises Libres, Bureau Central de Renseignements et d'Action) dans le cadre de l’opération Pike/Carp/Ruff à vingt-cinq kilomètres au sud de Bourges (Cher), à huit-cent-quatre-vingt mètres au nord du village de Chavannes (Cher), au lieu-dit les Champs aux Moines. Il y dépose deux agents, dont le sous-lieutenant Jean Loncle (FFL - BCRA), et embarque trois personnes : le colonel François de Linares (adjoint du général Girault), le lieutenant Vellaud et monsieur Blum-Picard, directeur général des Mines de Montluçon (Allier).
Dans la nuit du 17 au 18 décembre 1942, le terrain est à nouveau utilisé pour poser le Lysander du lieutenant Guy Lockhart, cette fois pour le compte du réseau Action R6. Descendent de l’avion deux agents : Louis Kerjean et Jean Simon, ainsi que dix-huit colis contenant de l’argent et des postes-émetteurs. Embarquent deux agents, dont le commandant Marchal. Dans la nuit du 14 au 15 juillet 1943 le terrain Univers sur la commune de Chavannes (Cher) est à nouveau utilisé pour le compte du Réseau Action R6 Durham. Le commandant Hugh Verity y pose son Lysander pour prendre un seul passager, Albert van Wolput (1889-1979). Ce dernier, socialiste militant à Lille, fut le fondateur après guerre du journal La Voix du Nord.
Dans la nuit du 3 au 4 mars 1944, deux Lysander respectivement pilotés par le capitaine Murray Anderson et le capitaine Leslie Whitaker dans le cadre de l’opération Fantôme, réalisée pour le réseau Pourpre se posent à vingt-cinq kilomètres au sud de Bourges, à huit cents mètres au nord-ouest du village de Chavannes, au lieu-dit Les Champs aux Moines. En fait, cet emplacement n’est autre que l’ancien terrain Univers qui est réactivé. Robert Wackherr (alias Lecomte), agent de liaison du CND a pris la direction du réseau Pourpre dans le Cher en février 1944. Des deux Lysander descendent quatre agents dont Henri Gorce (alias Franklin, fondateur du réseau de résistance Sud 'Gallia'), F. Bistos (alias Frank) et Commelor. Partent six agents : Jean Lacroix (gravement brûlé lors du crash de l’avion du lieutenant John Waltr McDonald, sur la commune de Bussy (Cher) dans la nuit du 10 au 11 février 1944), Achille Peretti, Claude Bouchinet-Sereulles (délégué du Général de Gaulle et adjoint de Jean Moulin), la femme du général Gabriel Cochet, Parizot et Chancel.
Dans la nuit du 9 au 10 avril 1944, le Lysander du capitaine Murray Anderson se pose à nouveau sur le même terrain, toujours pour le compte du réseau Pourpre. Il dépose trois agents et en prend trois dont Mademoiselle Hartman et Louis Marin (membre du Conseil National de la Résistance). Un doublé était prévu, mais le deuxième appareil ne fut pas en état de décoller. Louis Marin fût un homme politique conservateur durant la IIIe République. Il fut plusieurs fois ministre et fait partie du gouvernement Raynaud de mai à juin 1940. Il refuse l'armistice de 1940 et de voter les pleins pouvoirs à Philippe Pétain. “Mademoiselle Hartman” était sa secrétaire, qu'il épousa en 1954.

#### Événements contemporains
Le samedi 29 avril 2006 s'est déroulé sur des terrains communaux un teknival accueillant 80 000 ravers et autres curieux.

## Hameaux de Chavannes
- Celon
- Boisday
- Bois Sapiens
- Coudron
- Praingnault
- Les Brosses

Coudron est une seigneurie de la paroisse de Chavannes. Elle a appartenu successivement aux XVe, XVIe et XVIIe siècles à des familles berruyères proches du pouvoir royal, les Vulcob, les Genton, seigneurs de Coudron et de Saint-Germain des Bois. Puis, cette seigneurie est passée à la famille des Gamaches, seigneurs de Jussy, de Quincampoix et de Raymond (Cher), par mariage. 
La seigneurie passe finalement à la maison des Gamaches par le mariage de Marie Genton, fille de Claude Genton, seigneur des Brosses, de Coudron et de Saint-Germain des Bois (prévôt des maréchaux du Berry, maître d'hôtel de Marguerite de France) et de Marthe de Calonne de Courtebonne. Marie Genton épouse le 9 octobre 1626 Claude de Gamaches, seigneur de Jussy, de Quincampoix et de Raymond.
Les familles Vulcob, Genton et Gamaches ont participé à l'administration du Berry, soit comme cadres judiciaires et fiscaux, soit comme cadres militaires. Noter qu'un des frères de Claude de Gamaches (époux de Marie de Genton), Charles de Gamaches, seigneur de Chateaumeillant épouse une fille de Michel Eyquem de Montaigne, Éléonore Eyquem de Montaigne.
Le château de Coudron, visible encore sur les plans du XVIIIe siècle (Atlas Trudaine), a été détruit. Ne subsistent que les fondations et les corps de logis de la ferme.
- Le Plaix
- Le Pringnault

## Politique et administration
| Période                                  | Période  | Identité        | Étiquette | Qualité                                         |
| ---------------------------------------- | -------- | --------------- | --------- | ----------------------------------------------- |
| 1946                                     | 1977     | Camille Chasset |           | carrier                                         |
| 1977                                     | 1983     | Pierre Grosbois |           | Fonctionnaire DDE (CR)                          |
| 1983                                     | 1988     | Pierre Grosbois |           |                                                 |
| mars 1989                                | 1995     | Paul Renaudat   |           | Exploitant agricole                             |
| mars 1995                                | 2001     | Paul Renaudat   |           |                                                 |
| mars 2001                                | 2014     | Paul Renaudat   |           |                                                 |
| avril 2014                               | En cours | Guy Moreau,     |           | Ancien artisan, commerçant ou chef d'entreprise |
| Les données manquantes sont à compléter. |          |                 |           |                                                 |

## Démographie
L'évolution du nombre d'habitants est connue à travers les recensements de la population effectués dans la commune depuis 1793. Pour les communes de moins de 10 000 habitants, une enquête de recensement portant sur toute la population est réalisée tous les cinq ans, les populations de référence des années intermédiaires étant quant à elles estimées par interpolation ou extrapolation. Pour la commune, le premier recensement exhaustif entrant dans le cadre du nouveau dispositif a été réalisé en 2005.

En 2022, la commune comptait 153 habitants, en évolution de −12,57 % par rapport à 2016 (Cher : −2,48 %, France hors Mayotte : +2,11 %).
| 1793 | 1800 | 1806 | 1821 | 1831 | 1836 | 1841 | 1846 | 1851 |
| ---- | ---- | ---- | ---- | ---- | ---- | ---- | ---- | ---- |
| 240  | 269  | 281  | 298  | 326  | 304  | 319  | 338  | 324  |

| 1856 | 1861 | 1866 | 1872 | 1876 | 1881 | 1886 | 1891 | 1896 |
| ---- | ---- | ---- | ---- | ---- | ---- | ---- | ---- | ---- |
| 354  | 319  | 313  | 277  | 274  | 291  | 303  | 261  | 268  |

| 1901 | 1906 | 1911 | 1921 | 1926 | 1931 | 1936 | 1946 | 1954 |
| ---- | ---- | ---- | ---- | ---- | ---- | ---- | ---- | ---- |
| 254  | 240  | 260  | 202  | 188  | 193  | 182  | 182  | 150  |

| 1962 | 1968 | 1975 | 1982 | 1990 | 1999 | 2005 | 2006 | 2010 |
| ---- | ---- | ---- | ---- | ---- | ---- | ---- | ---- | ---- |
| 129  | 106  | 97   | 141  | 160  | 164  | 151  | 155  | 183  |

| 2015 | 2020 | 2022 | - | - | - | - | - | - |
| ---- | ---- | ---- | - | - | - | - | - | - |
| 177  | 156  | 153  | - | - | - | - | - | - |

## Culture locale et patrimoine

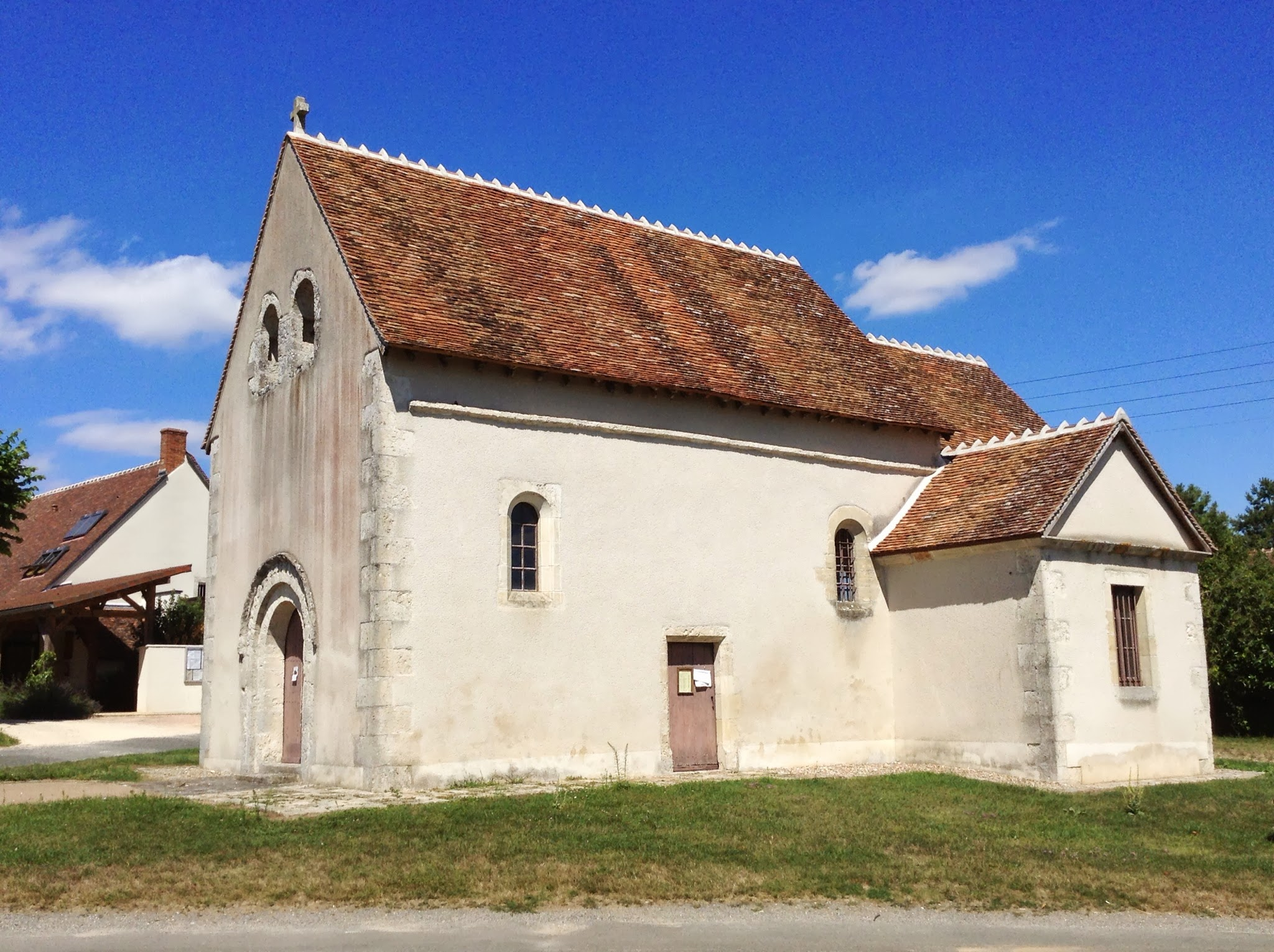
Église Sainte-Anne, Chavannes.

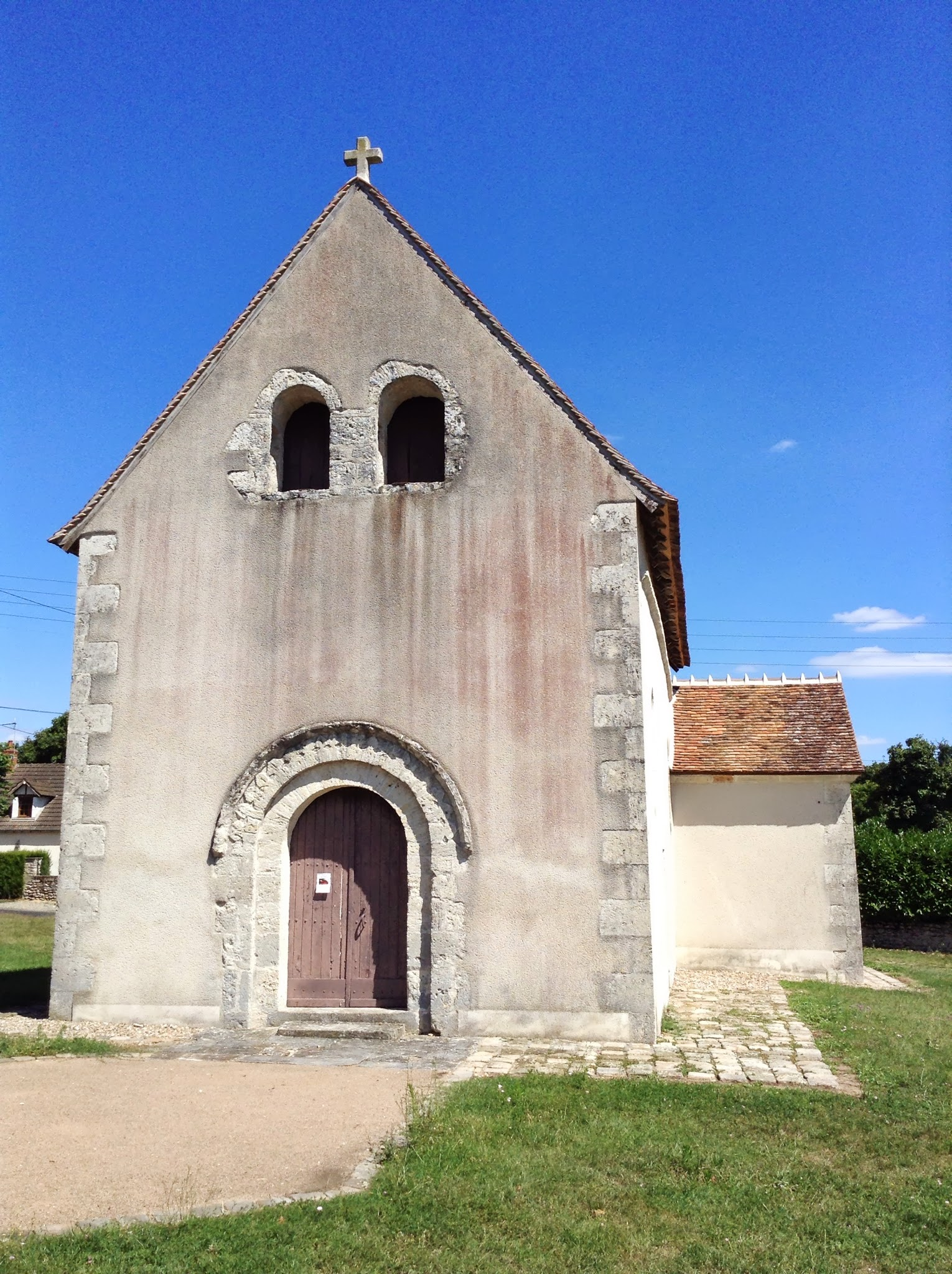
Église Sainte-Anne, Chavannes (2).

### Lieux et monuments
- Église Sainte-Anne.

### Personnalités liées à la commune
- Claude-Charles Pierquin de Gembloux (1798-1863) (Inspecteur d'Académie, Bourges 1838)
- Achille Peretti (1911-1983) (terrain d'aviation Univers)
- Claude Bouchinet-Serreulles (1912-2000) (terrain d'aviation Univers)

### Héraldique
| Blason de Chavannes | Blason  | Tiercé en pairle renversé : au 1er d'or à une couronne de laurier de sinople, au 2e d'azur à une gerbe de blé d'or liée de gueules, au 3e de gueules à une borie d'argent ouverte et maçonnée de sable, à une fleur de lys des jardins d'argent brochant en cœur sur la partition.                   |
| Blason de Chavannes | Détails | La couronne de laurier est pour le passé romain de la commune, la gerbe de blé évoque l'agriculture céréalière actuelle, la borie rappelle les nombreuses vignes disparues et la fleur de lys est attribut de sainte Anne, patronne de la paroisse. Le statut officiel du blason reste à déterminer. |